# Viaduc de Lavaur
Ne doit pas être confondu avec le Pont de Lavaur.
Le viaduc de Lavaur, est un pont ferroviaire en maçonnerie français construit en 1884 par Paul Séjourné. Il franchit l'Agout sur le territoire des communes de Lavaur et de  Labastide-Saint-Georges, dans le département du Tarn, en région Occitanie.

## Situation ferroviaire
Ce pont est implanté entre les points kilométriques 265,362 et 265,485 de la ligne de Montauban-Ville-Bourbon à La Crémade (voie unique).

## Histoire
Bien qu'il ait été possible de fonder des piles dans la rivière, Paul Séjourné choisit à cause de la proximité du pont Saint-Roch de faire un ouvrage à arche unique de 61,50 m. 
La série de trois ponts construits par Paul Séjourné entre 1882 et 1884 - le pont du Castelet à Perles-et-Castelet (Ariège), le viaduc de Lavaur et le pont Antoinette (ou pont de l'Aiguillou) à Sémalens - renouvellent l'art de construire les ponts en maçonnerie. Avec ces ouvrages, Paul Séjourné atteint un niveau de perfection qui n'a plus guère été dépassé et ils servirent de références aux ponts en maçonnerie qui suivirent.
Pour la réalisation de ces ouvrages, Paul Séjourné a conçu :
- des cintres rigides, rationnellement calculés,
- des voûtes réalisées par rouleaux successifs construits par tronçons et clavés successivement.

Le pont de Lavaur a été réalisé avec trois rouleaux. Pour le premier rouleau, rouleau d'intrados de l'arc, il le pose par tronçons pour permettre que la déformation du cintre se fasse sans conséquence sur les joints entre les pierres. Claver chaque rouleau de l'arc, l'un après l'autre, permet de limiter les charges à reprendre par le cintre et donc d'en limiter le coût. En effet le poids propre de l'arche à construire est équivalent aux charges d'exploitation. Il faut donc pour construire l'arche d'un pont en maçonnerie un pont provisoire, le cintre, devant supporter la même charge que le pont terminé. Le prix d'un cintre peut être égal à celui de l'arche, il y a donc un intérêt à en limiter sa charge. Cette technique de construction par rouleaux avait déjà été utilisée par les Romains mais fut abandonnée car on craignait que cette technique aboutisse à une mauvaise répartition des charges dans la voûte. Comme l'écrit Paul Séjourné dans son mémoire de 1886 :
« Pour fuir un danger qu'on n'a pas constaté, on ne peut pas renoncer aux avantages, très réels, de la construction par rouleaux : cintre léger, chaque rouleau fermé vite, fissures faciles à bien remplir ... »
Il a commencé par les deux tronçons près des culées du premier rouleau pour stabiliser le cintre, puis il charge le cintre en plaçant un tronçon au sommet du cintre pour le mettre en place, puis il monte le reste du premier rouleau de manière symétrique en partant du bas. Après le clavage du premier rouleau, il construit sur le même principe le deuxième rouleau, puis le troisième. Le dernier clavage est fait le 23 décembre 1883. Le décintrement est fait le 7 mai 1884, soit 135 jours après le dernier clavage. On constata un tassement de la clef de voûte de 0,62 mm pour une ouverture de 61,50 m. Les mesures de déformation verticale de l'arche au passage des convois les plus lourds ne dépassent pas 0,7 mm.
Pour animer la surface de l'arche, Paul Séjourné indique que les bandeaux sont relevés dans une archivolte qui se retourne horizontalement aux reins. Il reprend un principe qu'il avait constaté sur les vieux ponts d'Espalion et de Cahors.